# 2018年斐济地震
2018年斐济地震，是2018年8月19日发生于斐济东部大区劳省拉烏群島太平洋近海的一场地震，震中位于西经178.11度，南纬18.18度，震中距斐济首都苏瓦约370千米，距汤加首都努库阿洛法约440千米，距萨摩亚首都阿皮亚约820千米。该次地震震级为Mw 8.2级，震源深度约为563.4千米。
美国地质调查局认定，这次地震是一起正断层深震事件。此次地震使得南太平洋部分岛国有震感报告。美国太平洋海啸预警中心震后在美属萨摩亚监测到了微弱的海啸波幅。

## 地质背景
澳大利亚板块东缘是世界上地震活动最活跃的地区之一，澳大利亚板块和太平洋板块之间会聚速率很高，两大板块在北新赫布里底海沟俯冲碰撞，板块漂移平均速度约900毫米/年。环太平洋火山地震带自新西兰北部和澳大利亚太平洋沿岸近海延伸至東加、斐济和萨摩亚，近似线形的沟槽连续延伸近2200千米，故而形成地震活动频繁的格局。
发生此次地震的斐济位于大洋洲东北部，濒临太平洋，位于环太平洋火山地震带上，地震频发。除本次地震外，该地区历史上曾在1919年、1937年发生过8级以上重大地震，并在1881年、1884年、1919年、1953年、1975年、1979年和2017年有海啸记录。

## 震害情况
这场地震发生在协调世界时2018年8月19日0时19分，也即斐济当地时间凌晨12时19分。震中位于劳省图姆乡以东太平洋近海，震中人口稀少，约有101万名居民感知到了此次地震。受地震影响，包括美属萨摩亚在内的多个南大洋岛国有震感，其中极震区人口为约2000人。震后，多家旅游机构启动应急预案，向在斐游客确认安全状况，并建议在岛游客不要出海游玩。
地震发生后，隶属于美国国家气象局的美国国家海啸预警中心和太平洋海啸预警中心发布了海啸信息，指出关岛、夏威夷州、阿拉斯加州等美国领土没有海啸威胁。中国国家海洋局海啸预警中心发布的海啸信息指出，当次地震不会引发海啸。日本气象厅指出，海啸不会对日本构成威胁，并在其后确认地震不会引发海啸。但太平洋海啸预警中心其后表示，该中心在美属萨摩亚监测到了微弱海啸波幅。
本次地震震后余震活动频繁，截至8月29日，俄罗斯科学院地球物理研究所共监测到了32次余震，其中最大余震震级为体波震级6.6级。

## 观测研究

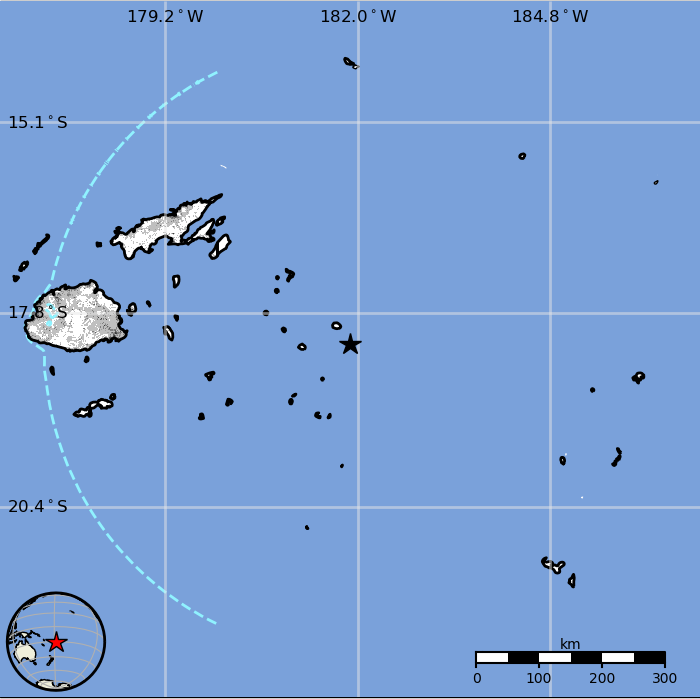
美国地质调查局发布的2018年斐济地震等震线图。该局同时将是次地震的全球地震响应快速评估系统经济损失警报级别和人员伤亡警报级别定为绿色。

中国地震台网中心在自动速报中测定本次地震的规模为面波震级8.3级。随后，该中心又在正式速报中将观测数值下调为面波震级8.1级，震源深度570千米。中国地震台网估计本次地震震中处于南纬18.08度、西经178.06度的劳省图姆乡以东太平洋近海。
美国地质调查局最初测定本次地震的震级为矩震级7.9级，震源深度570千米。美方其后将此次地震的地震参数调整为矩震级8.2级，震源深度为559.6千米。且又在之后将本次地震的震源深度上调为563.4千米。美国地质调查局测定震中位于奥诺劳岛东北偏北方向280千米的太平洋洋域地区，经纬度为南纬18.178度、东经178.111度。美国地质调查局测算该次地震的最大烈度为麦加利地震烈度5(V)度。该局在互联网地震强度调查中接获了8份震感感知报告，并据此判定本次地震的最大感知烈度达麦加利地震烈度5(VI)度。据美国地质调查局专家表示，由于地震的震源深度很深，因此预计不会造成太大的损害。
日本紧急地震速报系统在日本标准时间当日9时29分29.0秒检测到本次地震的地震波，估计地震震级为日本气象厅地震规模5.9－6.0级，震源深度10千米，判定震中位于日本房总半岛南部近海。之后，日本气象厅在日本时间9时45分发布的远震关联消息中，将此次地震的震级修正为日本气象厅地震规模7.9级，震源深度则修订为约570千米。并判定震中位于南纬18.1度、东经178.0度的斐济群岛南太平洋洋域。并在日本时间10时7分将震级进一步调升为日本气象厅地震规模8.2级，且认定此次地震没有海啸威胁。随后，日本气象厅通过CMT解析确定本次地震规模为矩震级8.2级，震源深度569千米。此外，气象厅还结合39个W-phase观测点的解析得出该次地震规模为矩震级8.2级，震源深度571千米。而远地实体波解析的结果则为矩震级8.3级。
亥姆霍兹德国地球科学研究中心推定指，此次地震规模为矩震级8.2级，震源深度566千米。德国地球科学研究中心GEOFON标准台网测定指，地震震级为面波震级8.1级，震源深度566千米。GEOFON扩展虚拟台网经W-phase解析认定本次地震震级为面波震级8.2级，震源深度566千米。该中心认定本次地震震中位于南纬18.03度、东经178.28度的斐济群岛海域。
据俄罗斯科学院地球物理研究所推算，是次地震的规模达体波震级7.4级，震源深度560千米。另据欧洲地中海地震中心测定，本次地震规模为矩震级8.2级，震源深度558千米，震中附近最大烈度为欧洲地震烈度表工程震害分级F级。

## 其他影响
日本紧急地震速报系统于19日0时29分29.0秒监测到本次地震的地震波后，向关东地方和东海地方发布了紧急地震速报（预报），并预计三宅岛的最大烈度可达震度4。部分铁路公司等特定单位和一些移动设备的内置应用程序播发了这一预警，但其后日本境内并没有任何地区监测到震度1以上晃动。其后，日本气象厅发表新闻公报指，该次紧急地震速报（预报）为误报，是因为紧急地震速报系统错误地将十分钟前斐济群岛8.2级深震的地震波判定为房总半岛南部近海的地震。气象厅同时表示，今后会不断改进远处地震的识别方法，努力提高地震预警的准确性。